# Cytisus decumbens pindicola
Il citiso strisciante (Cytisus decumbens subsp. pindicola (Bald.) K.I.Chr., 2011) è un piccolo arbusto, erbaceo, a portamento strisciante, appartenente alla famiglia delle Fabacee.

## Descrizione
Queste piante sono alte da 2 a 3 dm. La forma biologica è del tipo camefita suffruticosa (Ch suffr), ossia sono piante perenni e legnose alla base, con gemme svernanti poste ad un'altezza dal suolo tra i 2 ed i 30 cm, le cui porzioni erbacee seccano annualmente e rimangono in vita soltanto le parti legnose.

### Fusto
La parte aerea del fusto è legnosa, più o meno cilindrica e angolosa. Il portamento è strisciante, all'apice è scendente. La superficie è striata longitudinalmente, è glabra o con pochi peli appressati.

### Foglie
Le foglie sono sessili; la lamina ha una forma oblanceolata, arrotondata all'apice e con contorno intero. Dimensione della lamina: larghezza 3 – 5 mm; lunghezza 12 – 16 mm.

### Infiorescenza
Le infiorescenze sono formate da racemi terminali, allungati e con poche foglie. Lunghezza dei racemi: 5 – 12 cm.

### Fiore

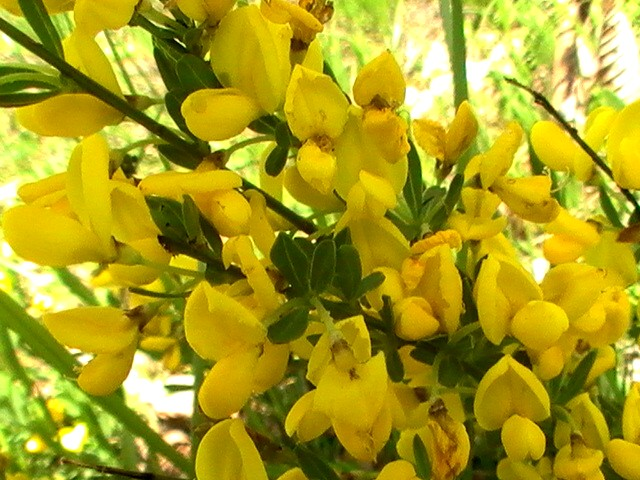
I fiori
Località: Le Laste, Limana (BL), 661 m s.l.m.

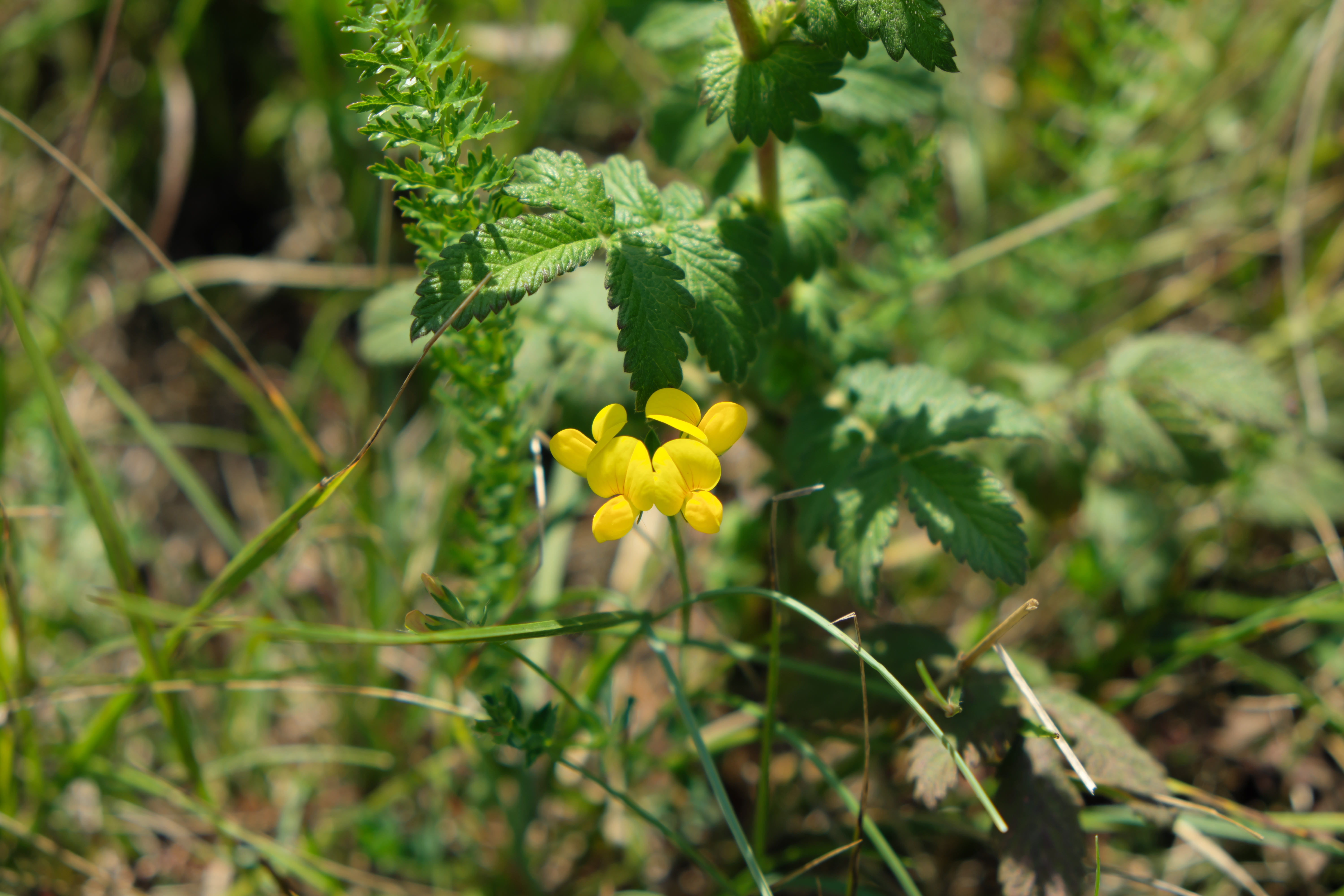
Pianta in fiore, nel biotopo magredi di San Quirino

I fiori, peduncolati, sono colorati di giallo e sono ermafroditi, pentameri, zigomorfi, eteroclamidati (calice e corolla ben differenziati) e diplostemoni (gli stami sono il doppio dei petali). Dimensione di un singolo fiore: 10 – 12 mm. Lunghezza del peduncolo: 2 – 8 mm
- Formula fiorale:

K (5), C 3+(2), A (10), G 1 (supero)
- Calice: il calice è del tipo tubulare (gamosepalo), glabro e termina con 5 denti acuti; il calice è bilabiato in quanto i 5 denti sono raggruppati in due denti superiori brevi (due labbra corte) e tre inferiori più lunghi. Lunghezza del calice: 2 mm.
- Corolla: la corolla, (a 5 petali) è del tipo papilionaceo dialipetalo: ossia un petalo centrale più sviluppato degli altri in posizione alta (vessillo spatolato); i due petali intermedi (le ali) sono liberi e in posizione laterale; mentre gli altri due rimanenti, inferiori, (carena pendula) sono concresciuti e inclusi nelle ali. Il vessillo ha una forma più o meno rombica ed è parallelo alla carena. Dimensioni del vessillo: larghezza 7 mm; lunghezza 9 mm.
- Androceo: gli stami sono 10 connati (saldati in un fascio unico = monadelfi).
- Gineceo: lo stilo è unico e appena incurvato su un ovario supero formato da un carpello uniloculare. Lo stigma è apicale.
- Fioritura: da aprile a maggio.

### Frutti
Il frutto è un legume glabro, appiattito e scuro, di tipo deiscente. Dimensioni del legume: larghezza 7 mm; lunghezza 20 mm.

## Biologia
- Impollinazione: l'impollinazione avviene tramite insetti (impollinazione entomogama).
- Riproduzione: la fecondazione avviene fondamentalmente tramite l'impollinazione dei fiori (vedi sopra).
- Dispersione: i semi cadendo a terra sono dispersi soprattutto da insetti tipo formiche (disseminazione mirmecoria).

## Distribuzione e habitat

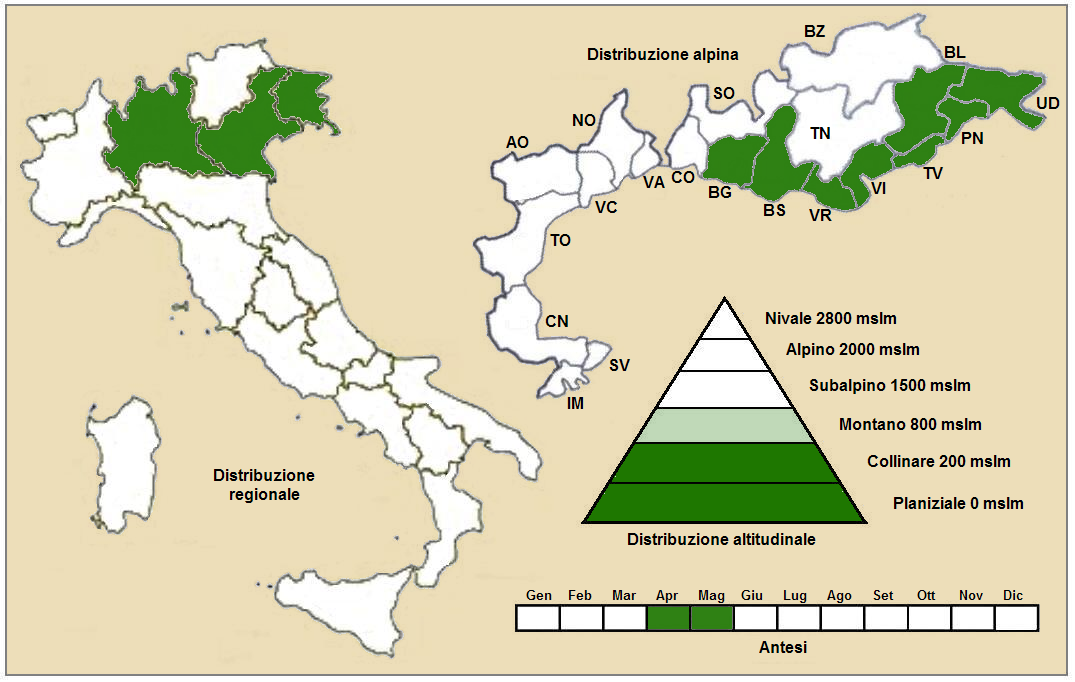
Distribuzione della pianta
(Distribuzione regionale – Distribuzione alpina)

- Geoelemento: il tipo corologico (area di origine) è Illirico - Est Alpico.
- Distribuzione: in Italia è presente solamente nel Nord-Est. Fuori dall'Italia è presente nelle Alpi Dinariche.[4]
- Habitat: l'habitat tipico sono i prati aridi e i cespuglieti; ma anche i margini erbacei, le pinete e i gineprai. Il substrato preferito è calcareo con pH basico, bassi valori nutrizionali del terreno che deve essere secco.
- Distribuzione altitudinale: sui rilievi queste piante si possono trovare fino a 1000 m s.l.m.; frequentano quindi i seguenti piani vegetazionali: collinare e in parte quello montano (oltre a quello planiziale – a livello del mare).

### Fitosociologia
Dal punto di vista fitosociologico la specie di questa voce appartiene alla seguente comunità vegetale:
Formazione: delle comunità a emicriptofite e camefite delle praterie rase magre secche
Classe: Festuco-Brometea
Ordine: Scorzonero-Chrysopogonetalia

## Tassonomia
Il genere Cytisus appartiene alla tribù delle Genisteae caratterizzata dall'avere tutti e 10 gli stami monadelfi. La tribù è descritta all'interno della grande sottofamiglia Faboideae (o anche come sinonimo: Papilionoideae) caratterizzata dall'avere i fiori simili a farfalle.

### Sinonimi
Questa entità ha avuto nel tempo diverse nomenclature. L'elenco seguente indica alcuni tra i sinonimi più frequenti:
- Cytisius diffusus Vis.
- Genista diffusa Auct. non Wild.
- Genista pedunculata Sacc.
- Genista pedunculata Sacc. subsp. diffusa Gams

### Specie simili
Sull'arco alpino la specie Cytisus scoparius (L.) Link può essere confusa con quella di questa voce. Si differenzia in quanto è una pianta molto più alta con un portamento ascendente e con fiori più grandi.

## Altre notizie
Il citisio strisciante in altre lingue è chiamato nei seguenti modi:
- (DE)  Niederliegender Geißklee
- (FR)  Cytise couché